# Kopalnia Złota w Złotym Stoku
Kopalnia Złota w Złotym Stoku – atrakcja turystyczna zorganizowana w dawnej kopalni złota i arsenu w Złotym Stoku w województwie dolnośląskim, uruchomiona 28 maja 1996. Placówkę prowadzi Przedsiębiorstwo Usług Turystycznych Kopalnia Złota Sp. z o.o. 
Tradycje wydobycia arsenu i złota w rejonie Złotego Stoku (niemieckiego Reichenstein) sięgają średniowiecza. W 1907 roku uruchomiono tam kolej wąskotorową o prześwicie toru 500 mm w celu wywozu urobku ze sztolni i transportu go dalej do stacji kolejowej w Złotym Stoku. Po II wojnie światowej kopalnia została przejęta przez państwo polskie. Wobec nieopłacalności wydobycia, kopalnia została zamknięta w 1961 roku, lecz następnie powyżej kopalni uruchomiono kamieniołom. Urobek był zsypywany szybami do dawnej kopalnianej Sztolni Czarnej Górnej, skąd był wywożony kolejką do budynku łamacza. Kamieniołom został zamknięty na początku lat 80 XX wieku.
Zwiedzanie podziemi w Złotym Stoku zainicjowano w 1969 r. staraniem Zakładowego Koła PTTK – udostępniono do zwiedzania sztolnię  "Książęcą". W 1996 roku na terenie byłej kopalni powstało Muzeum Kopalni Złota.
Główne atrakcje to trasy turystyczne zorganizowane w sztolniach dawnej kopalni złota i arsenu. Na trasie turystycznej zorganizowano wystawę obrazującą historię górnictwa w Złotym Stoku, zwaną muzeum. Innymi atrakcjami są: przepływ łodziami częściowo zalaną sztolnią, zwiedzanie sztolni "Czarnej", w której jest podziemny wodospad, płukanie złota, wystawa minerałów, osada średniowieczna z elementami dawnych urządzeń technicznych, sztolnia ochrowa. Prowadzący organizują dla grup tzw. fabuły.
W 2008 roku uruchomiono podziemną kolejkę wąskotorową, wywożącą turystów ze Sztolni Czarnej Dolnej na odległość ok. 300 m, po zwiedzaniu podziemnego wodospadu. Kolejka ma prześwit toru 600 mm i składa się z akumulatorowej lokomotywy kopalnianej typu Ldag-5 i pięciu turystycznych wagonów.
Do rejestru zabytków pisano:  „sztolnia książęca”, ob. muzeum, nr rej.: A/5209/863 z 17.04.1964. Zapis ten jest nieaktualny, muzeum przeniesiono ze sztolni do budynku dawnego łamacza.

## Galeria

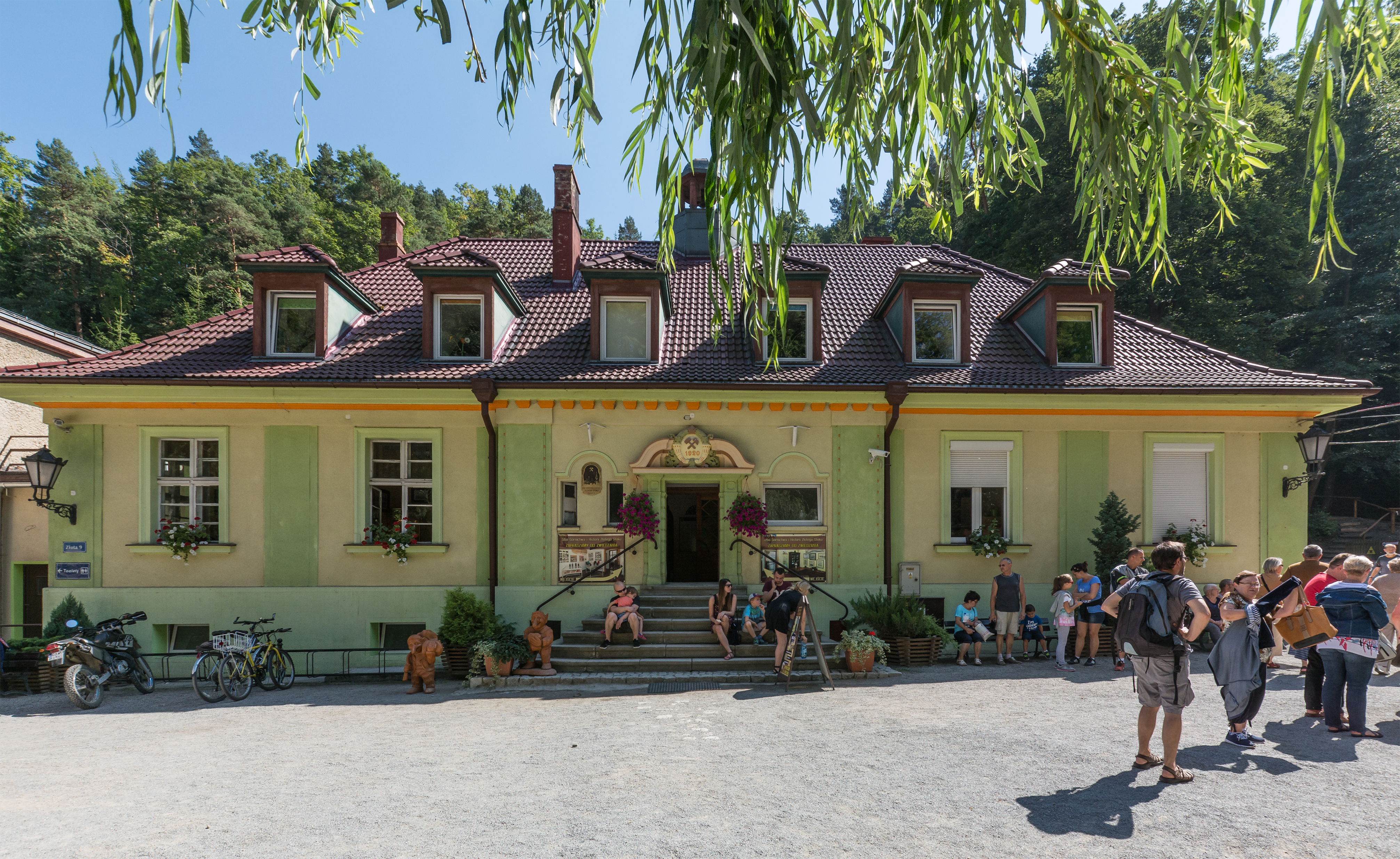
Główny budynek
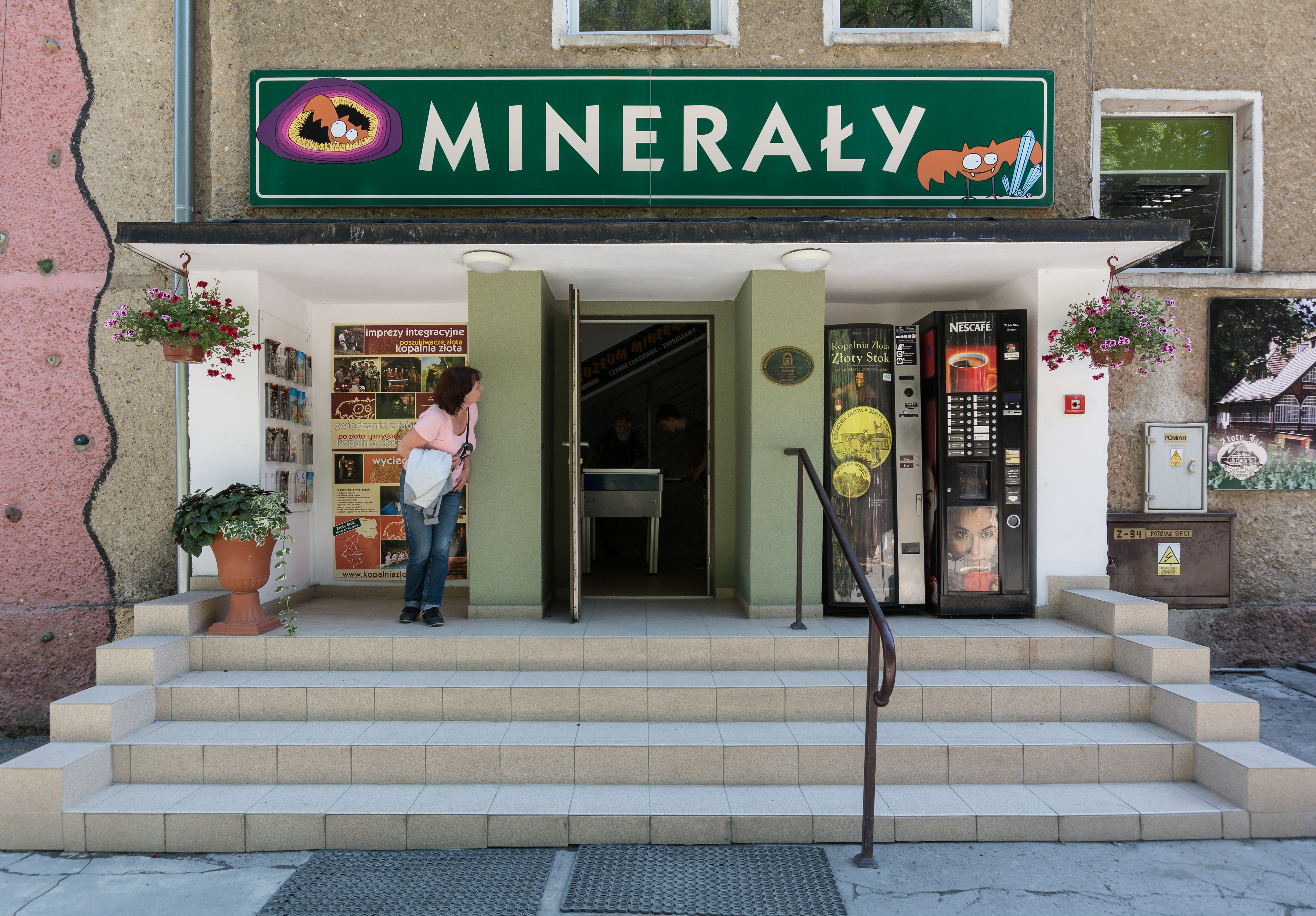
Muzeum minerałów
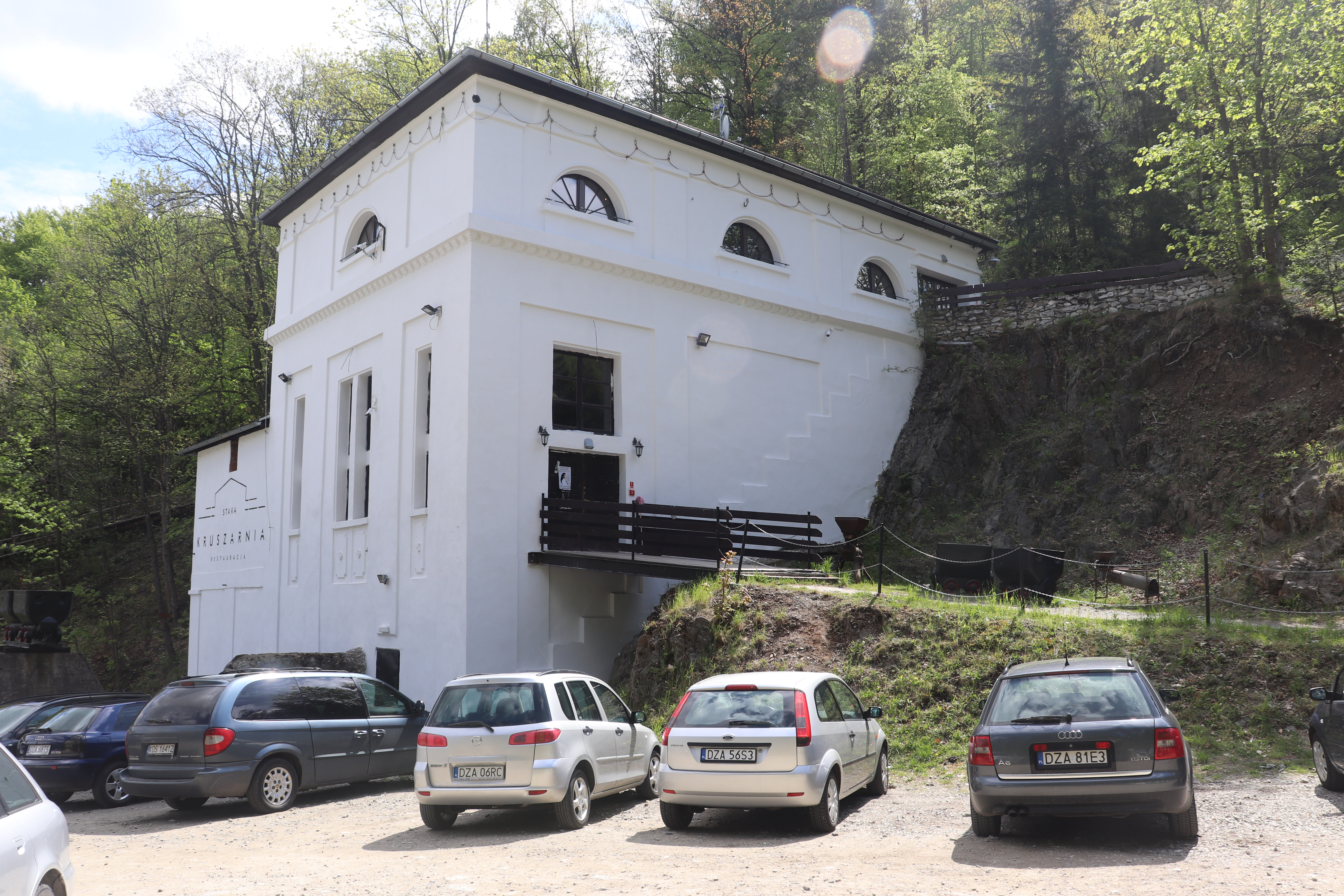
Restauracja w dawnym budynku łamacza
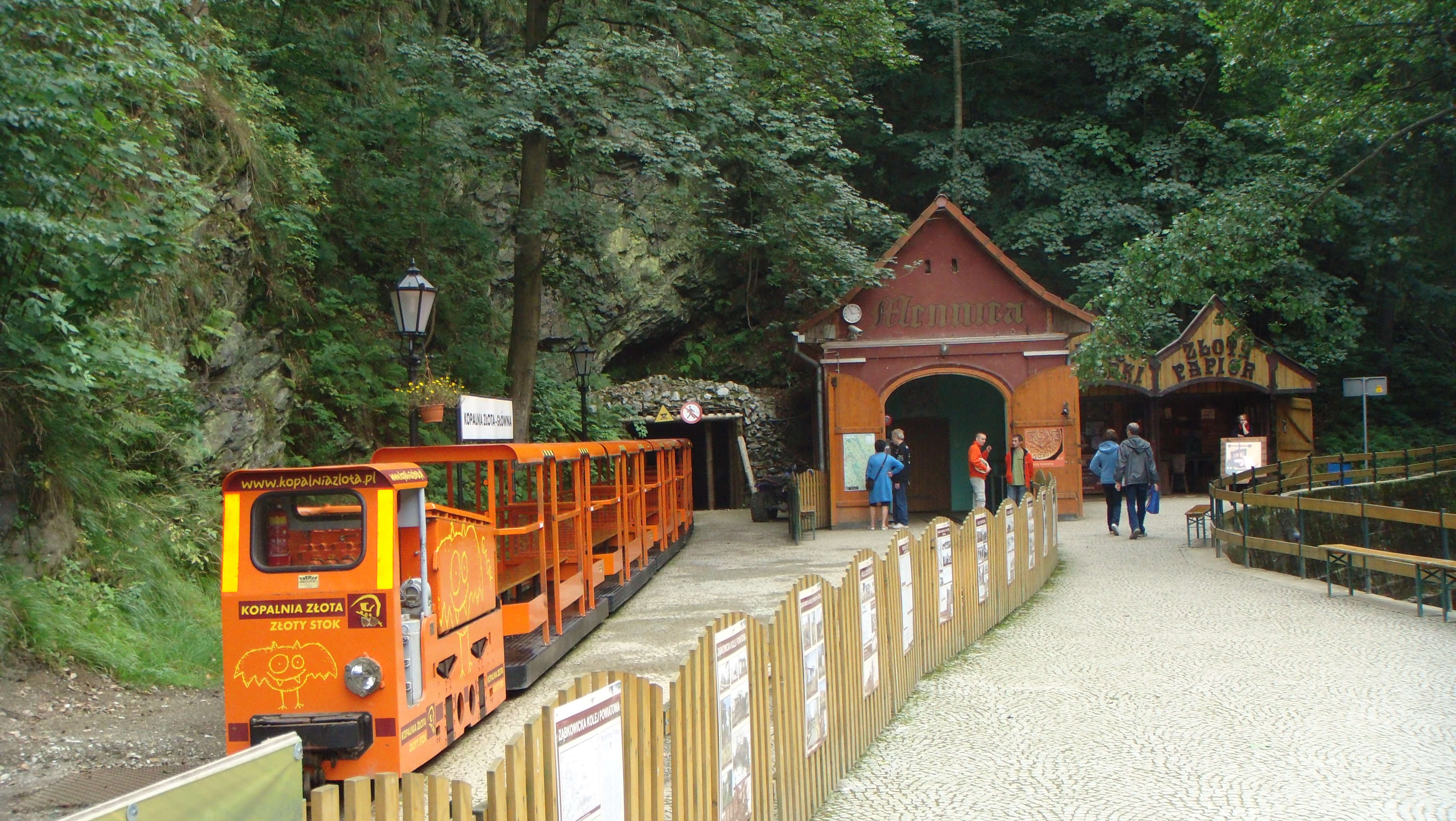
Kolejka do przewozu turystów
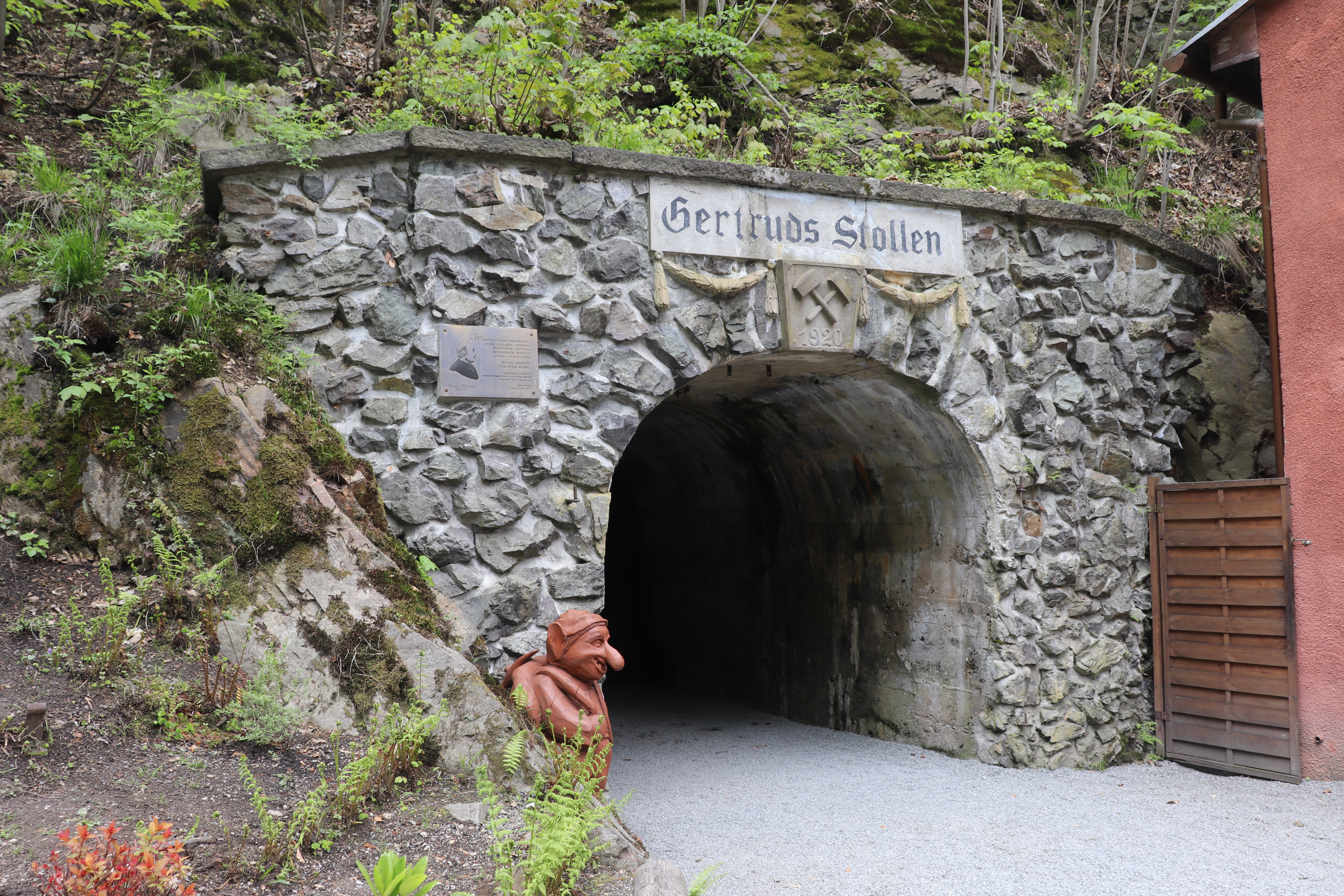
Wejście do Sztolni Gertrudy
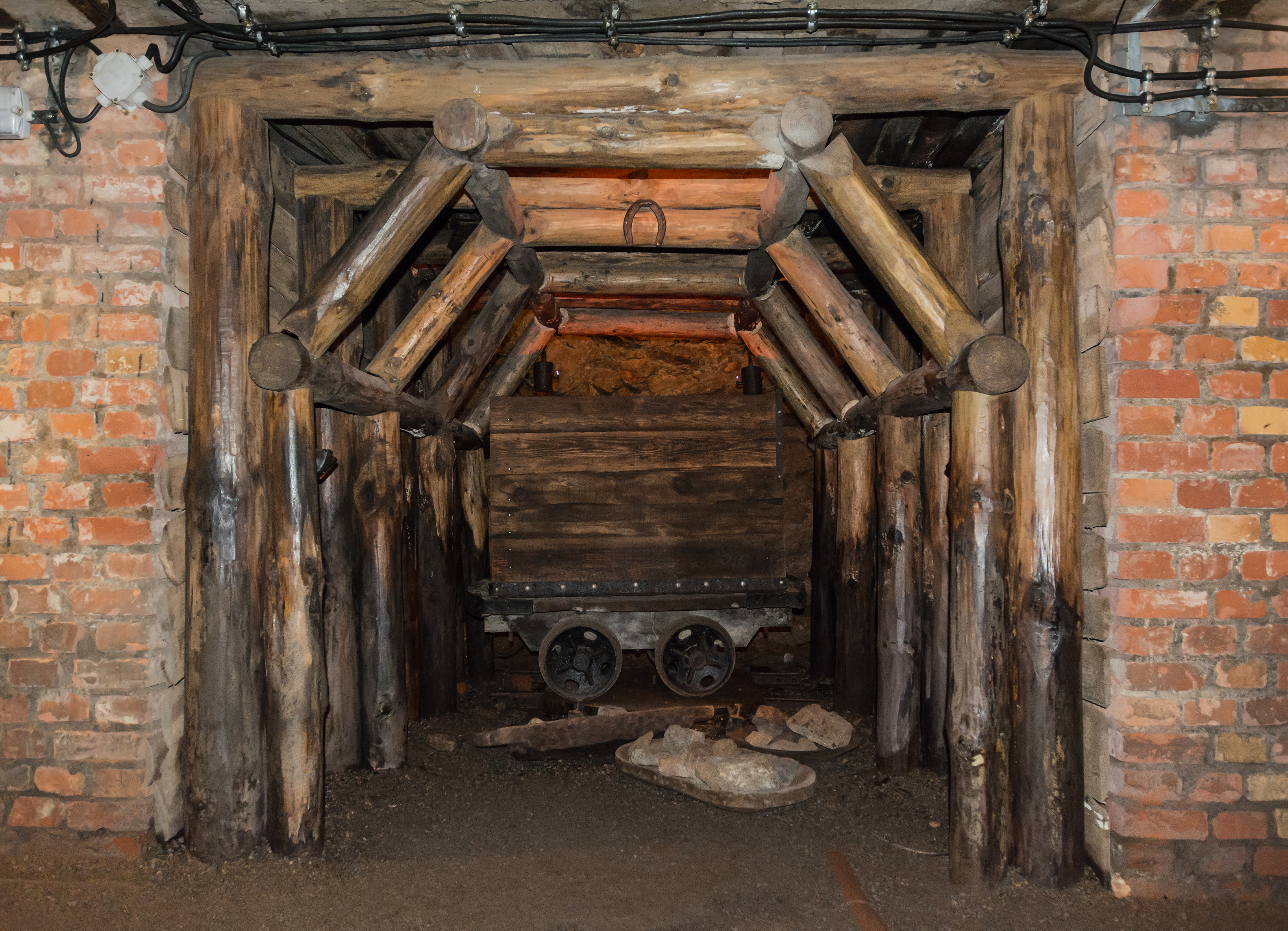
Wnętrze kopalni
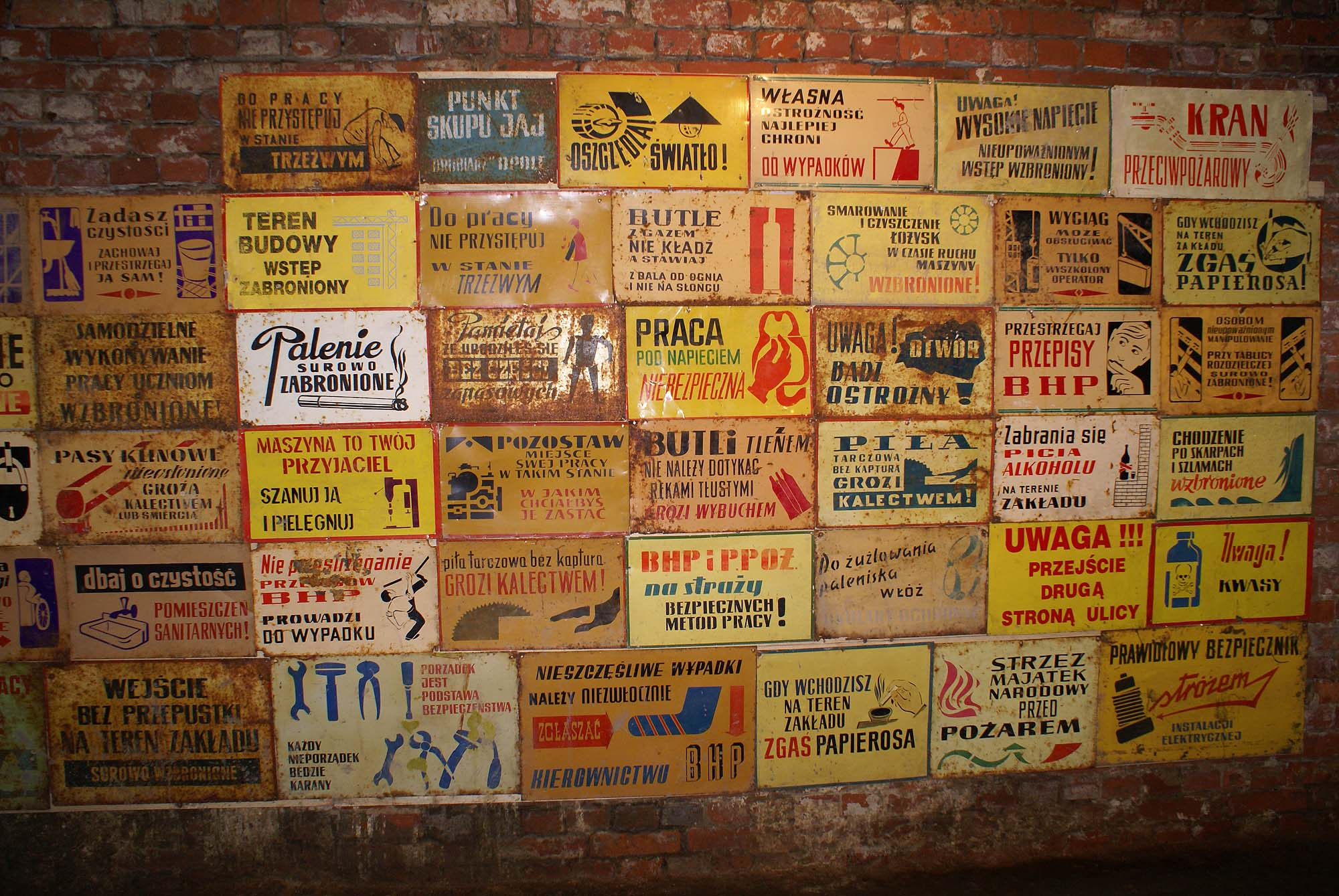
Kolekcja tablic BHP
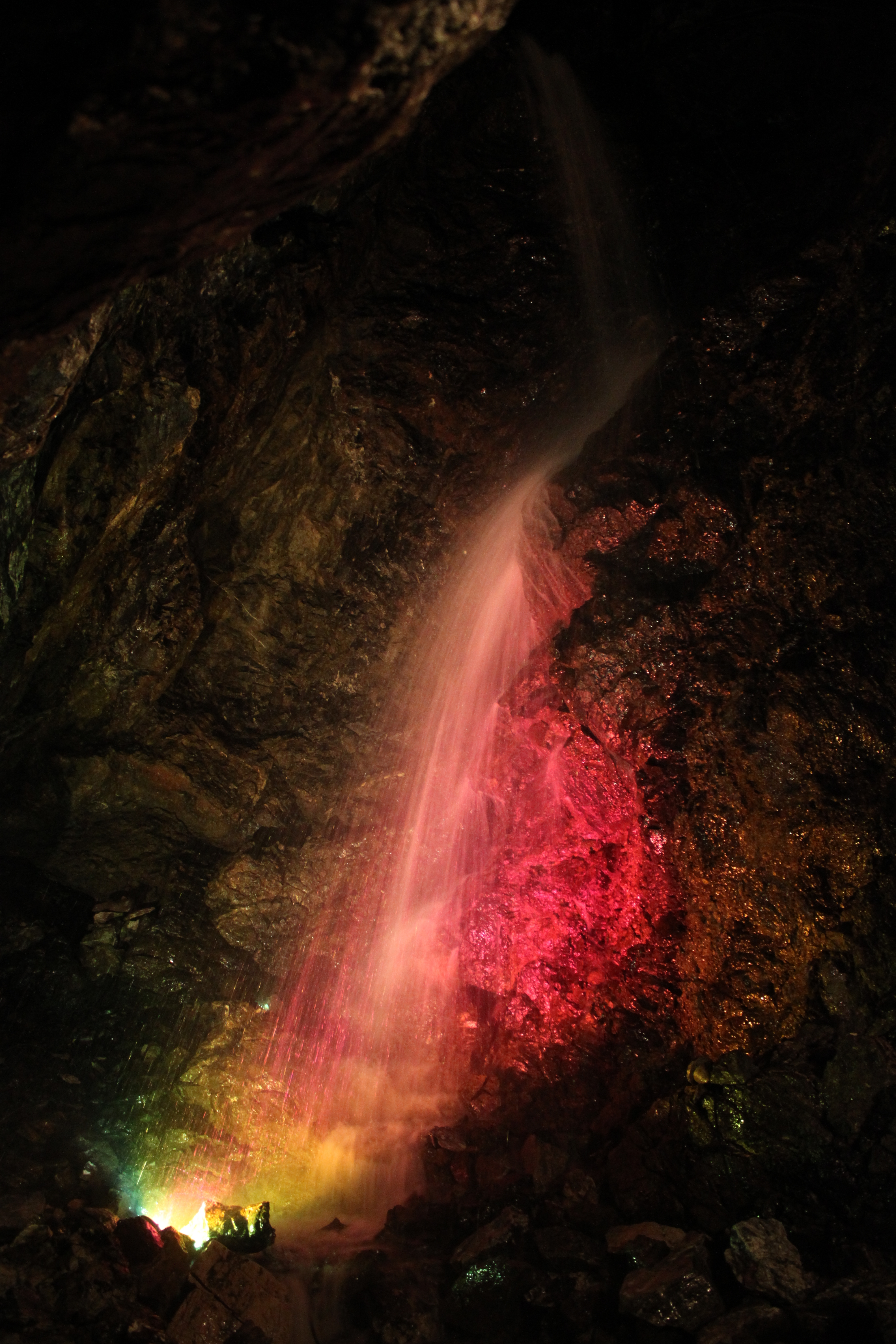
Podziemny wodospad
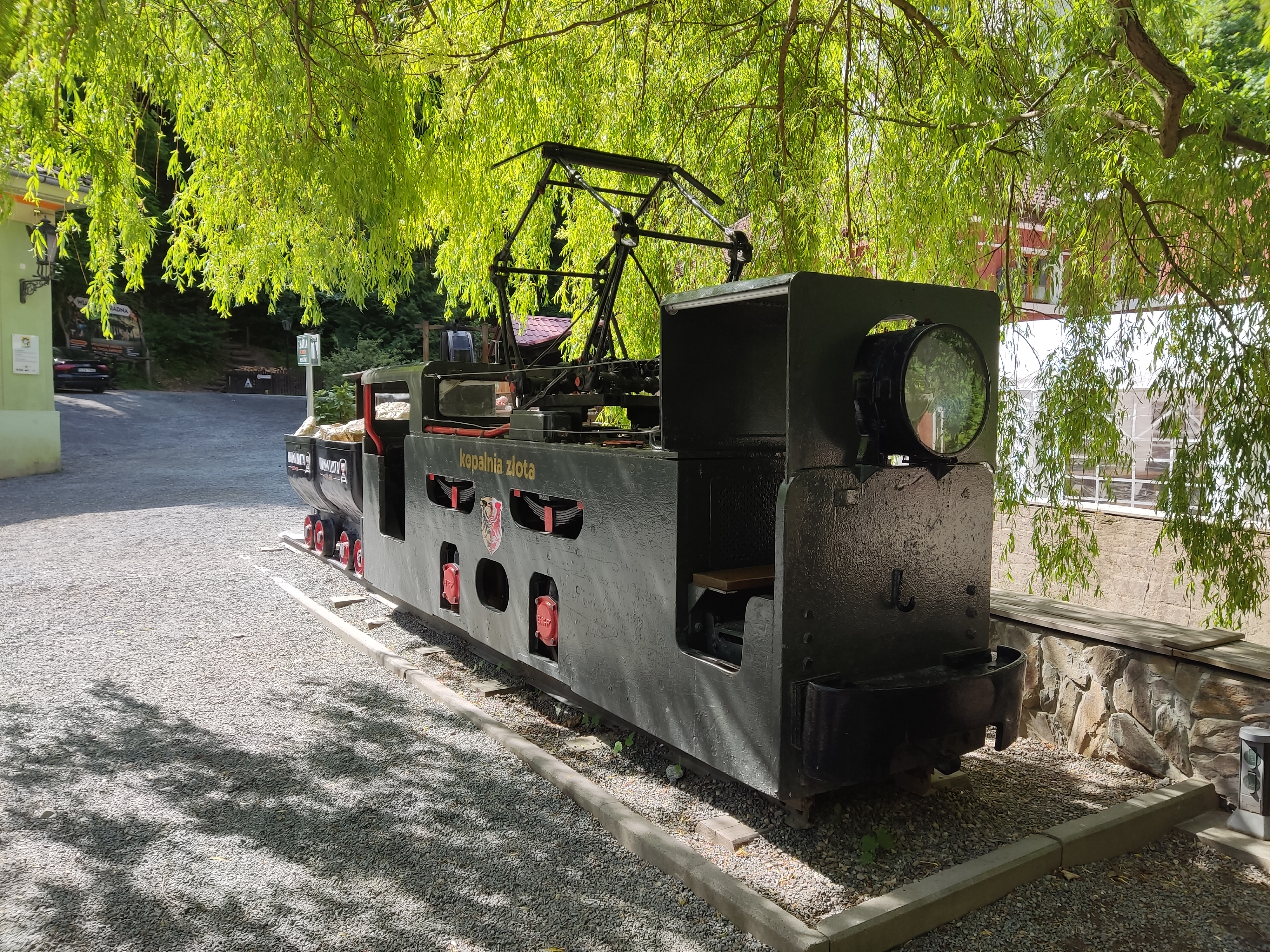
Lokomotywa-pomnik przed kopalnią